# L'Hôpital (Mosela)
 L'Hôpital  es una población y comuna francesa, en la región de Lorena, departamento de Mosela, en el distrito de Forbach y cantón de Saint-Avold-2.

## Demografía
| 5922 | 7181 | 6395 | 6567 | 6385 | 5990 |
| Para los censos de 1962 a 1999 la población legal corresponde a la población sin duplicidades (Fuente: INSEE [Consultar]) |      |      |      |      |      |

## Puntos de interés
- Arboretum de L'Hôpital